# غلين اولسون
غلين اولسون (بالسويدية: Glenn Olsson)‏ هو متسابق بياثل سويدي، ولد في 22 سبتمبر 1976.

## وصلات خارجية
- غلين اولسون على موقع IBU (الإنجليزية)
- غلين اولسون على موقع الاتحاد الدولي للتزلج (التزلج الريفي) (الإنجليزية)
- غلين اولسون على موقع أوليمبيديا (الإنجليزية)
- غلين اولسون على موقع اللجنة الأولمبية السويدية (السويدية)